# 키에우바사

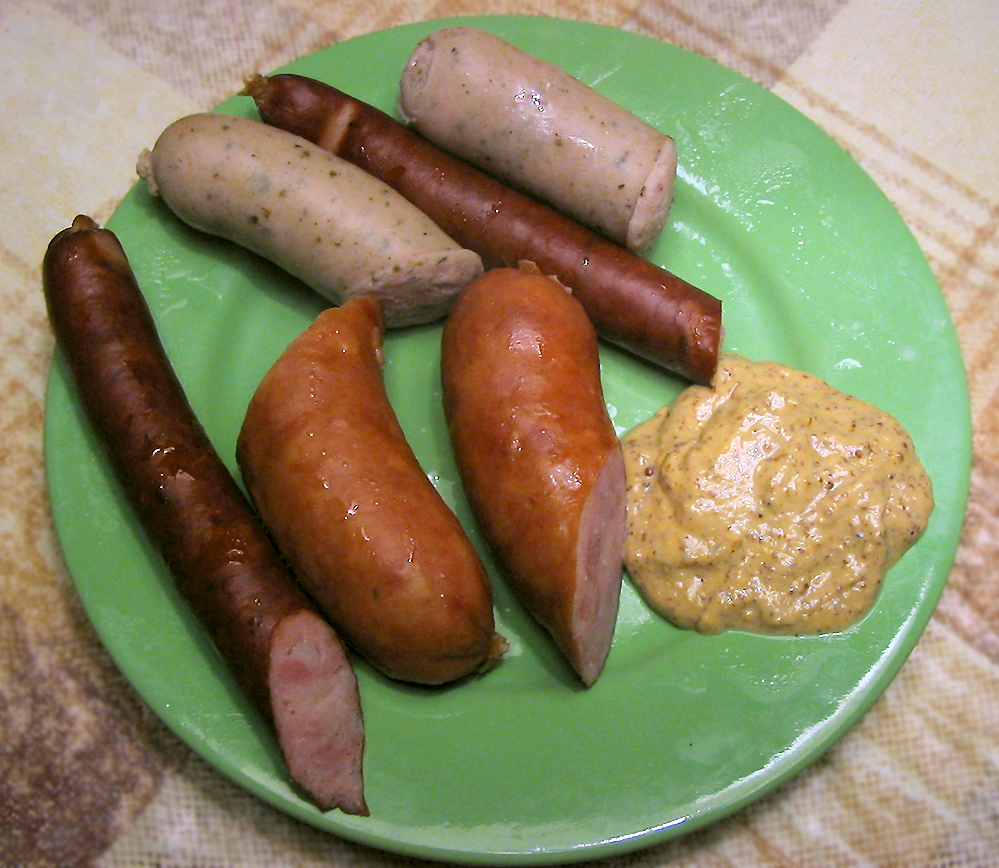
키에우바사

키에우바사(폴란드어: kiełbasa, 폴란드어 발음: [kʲɛwˈbasa])는 폴란드의 마늘을 넣은 훈제 소시지이다. 흔히 폴란드 소시지로 불리기도 하며, 킬바사 소시지라는 다른 이칭으로도 소개된 바 있다.

## 미디어
- 디스커버리 채널: 《제조의 비밀》(How It's Made)
- KBS 1TV: 《걸어서 세계속으로》(폴란드 편)

## 같이 보기
- 샤르퀴트리
- 브뤼부어스트